# MAP3K10
La proteína quinasa 10 activada por mitógenos es una enzima que en humanos está codificada por el gen MAP3K10 .

## Función
La proteína codificada por este gen es miembro de la familia de las serina / treonina quinasas. Se ha demostrado que esta quinasa activa MAPK8 / JNK y MKK4 / SEK1, y esta quinasa en sí misma puede fosforilarse y, por lo tanto, activarse mediante quinasas JNK. Esta quinasa funciona preferentemente en la vía de señalización de JNK, estando involucrada en la apoptosis neuronal inducida por el factor de crecimiento nervioso (NGF).

## Interacciones
Se ha demostrado que MAP3K10 interactúa con:
- CDC42,
- Huntingtin,[7]
- KIF3A,[8]
- MAPK8IP1,[9]
- MAPK8IP2,  y
- NEUROD1 .[10]